# Camponotus aurocinctus
Camponotus aurocinctus es una especie de hormiga del género Camponotus, tribu Camponotini. Fue descrita científicamente por Smith en 1858.
Se distribuye por Australia. Vive en la vegetación baja, dunas y en orillas de arroyos.